# 公安部消防局
公安部消防局，即公安部七局，是已撤销的中华人民共和国公安部内设职能局。属于中国人民武装警察部队公安现役部队消防部队序列，官兵佩挂武警警衔。2018年，《深化党和国家机构改革方案》提出，公安消防部队將不再列武警部队序列，全部退出现役，现役编制全部转为行政编制，成建制划归新组建的中华人民共和国应急管理部。原公安部消防局也随之纳入应急管理部管理，即应急管理部消防救援局。

## 职责
指导全国公安消防工作与指导地方公安消防部队管理工作。

## 下辖单位
公安部消防管理局为正军级，设局长、政委、副局长、副政委、总工程师、副总工程师、副局级调研员等职务，内设机构有办公室、警务督察处、纪检办、政策研究处、规范标准处、宣传处、防火监督处（一处）、战训处（二处）、科技处、后勤装备处（六处）、审计处、中国消防博物馆、天津警官培训基地等，还辖有消防科学研究所。
公安部消防管理局局指导各地公安消防部队：
- 各省（直辖市、自治区）公安厅（局）设消防局，也称为中国人民武装警察部队某某省（自治区、直辖市）消防总队。省厅消防局为正师级，但任务繁重的省消防局升格为副军级，局长政委授武警少将警衔。消防总队内设司令部、政治部、后勤部、防火监督部，均为副师级。
- 地市公安局设消防局，为正团级。也称作中国人民武装警察部队某某省（自治区）消防总队某某市消防支队。消防支队下设若干担负消防灭火的消防大队，正营级。消防大队下设若干消防中队。支队直属特勤中队。
- 县区公安局设消防科，正营级，担负防火监督工作。消防支队在各县有消防中队，担任县域内的消防灭火及抢险任务。
- 铁路公安系统、交通公安系统、民航公安系统、森林公安系统的防火灭火工作，由各行业公安系统内部自行设置机构、单位承担，与公安消防部队无关。